# 力生
力生（英語：Lik-Sang）是香港一家电子产品销售商，主要利用平行進口，向歐洲及英國出售電子遊戲產品，曾號稱有25萬名客人、遍及60個國家，但因出售能破壞遊戲機的版權保護裝置、銷售規模龐大、經營方式惹人注目，該公司多次被新力等遊戲商入稟法院。2006年10月24日力生宣布因新力提出多宗官司，被迫停業，消息引起歐洲多國遊戲機壇廣泛迴響。

## 業務
總部位於香港葵涌百匯中心的力生，約98年開始經營，由Pacific Game Technology (Holding) Limited持有，股東包括兩間英屬處女群島註冊公司，董事名為Zhou Xin，管理人員包括劉嘉榮、Pascal Clarysse等人。成立初期，主要出售游戏机的解码芯片（Mod Chip），芯片能破解遊戲機的版權裝置，令遊戲用戶可以使用進口光碟及盜版遊戲，該公司出售這類貨品時亦一併製作安裝指南，並公開在開機碟上印上公司商標，迅速躋身全球其中一家最大解碼芯片銷售商，但經過官司後，他們轉營出售水貨到歐洲市場，成為全球其中一家最大遊戲出售商。

## 水貨市場
這種透過生產商沒有認可渠道出售的產品，俗稱水貨，這類產品之所以出現，主要是因各地產品推出日期存有差異。2005年，新力推出PSP手提遊戲機時，由於供應緊張，新力宣佈推遲在歐盟推出的時間，力生等水貨商隨即大舉從日本等地入貨，轉口到歐洲出售。當時從日本入貨，一台PSP售價約1800港元，轉往歐洲零售店時，約可賣得2400元，零售店則以更高價格出售，為水貨商造就商機。
2006年10月倫敦法院裁定力生出售水貨是違法時，碰巧Playstation 3遊戲機將於11月11日出售，北美在11月17日，但歐洲會遲至2007年3月才有望推出，香港發售日期亦有待公佈，不少歐洲機迷當時亦有在力生預訂Playstation 3。

## 多宗官司
力生經營手法及出售產品，多年來引起國際多家遊戲商不滿。2002年9月16日，新力與微軟、任天堂聯手入稟香港高等法院，说解码芯片破坏了原告的版权。法庭禁令力生禁止销售解码芯片与其它破坏知识产权的物品，該公司一度停業兩周。
此后，力生改变的此商品范围，销售合法的商品，像进口游戏、娱乐电器、特使汗衫，並大量將貨品從日本等國家進口，透過網站出口歐洲多國。該公司部分成員則自立門戶，經營Play-Asia.com公司。　
力生出售水貨時會自製產品手冊，受到歐洲用戶讚許，但此舉亦引起新力不滿，指手冊提及新力商標，被指控違反版權法，又命令力生不得在網站中連結至新力網站，力生隨後將手冊撤走。
2005年8月，新力英國分公司就水貨問題向力生提出起诉，要求法院禁止力生向歐洲出售多款新力遊戲機，其中一個理據是新力要確保在歐洲出售的產品，能符合歐洲嚴格的電力標準。2006年10月，倫敦高等法院判决力生的行为違法，10月24日，力生指由於新力提出多宗訴訟，宣布停業。
新力否認一手令該公司倒閉，並指此舉是保障消費者，又指該公司對新力的批評只是酸葡萄。新力娛樂香港發言人指，水貨可能用日本電壓，若進口他國可能會不安全，水貨沒有保養服務，萬一出事，會令消費者以為新力產品有問題，但力生反駁水貨隨機附送的電力裝置，本身是符合國際標準。
力生在其網站指，索尼電腦娛樂歐洲有限公司多名管理層過去亦有透過其網站，購買水貨產品，以求搶先試用產品，當中包括歐洲董事總經理、英國市務總監、歐洲創作總監以至歐洲發展總監，新力隨後稱他們只是購買產品作「調查用途」，對力生公開客戶名稱感到「驚訝」。　
消息在歐洲遊戲機壇引起廣泛迴響，英、法、德、匈牙利等逾百個網站相繼刊載消息。德國PCWelt.net報道時指，新力在官司中雖說為客戶著想，但真正原因人所皆知，客戶有權享受全球化的優勢，在最好地方購買想要的產品。英國遊戲網站Hexing.net形容，力生被新力官司粉碎，是英國機迷的損失，提到新力指今次行動是確保客人不會買到不符合歐盟產品安全的遊戲機，文章反質疑：「原來你還會想起我們。」

## 外部連結
- http://www.lik-sang.com（页面存档备份，存于）